# 东风镇 (威宁县)
东风镇，是中华人民共和国贵州省毕节市威宁彝族回族苗族自治县下辖的一个乡镇级行政单位。

## 行政区划
东风镇下辖以下地区：
元木村、文明村、草坪村、天桥村、采拖村、三庄村、开坪村、竹林村、营坝村、拱桥村、黄泥村、梯田村、鲁章村、抹倮村和格书村。